# Judith Nab
Judith Nab – holenderska brydżystka.

## Wyniki brydżowe

### Olimpiady
Na olimpiadach uzyskała następujące rezultaty:
| Olimpiady brydżowe. Zawody teamów | Olimpiady brydżowe. Zawody teamów | Olimpiady brydżowe. Zawody teamów | Olimpiady brydżowe. Zawody teamów | Olimpiady brydżowe. Zawody teamów | Olimpiady brydżowe. Zawody teamów |
| Rok                               | Miejsce                           | Zawody                            | Kategoria                         | Drużyna                           | Pozycja                           |
| --------------------------------- | --------------------------------- | --------------------------------- | --------------------------------- | --------------------------------- | --------------------------------- |
| 2008                              | Pekin                             | 1 Olimpiada Sportów Umysłowych    | Młodzież Szkolna                  | Netherlands                       | 5                                 |

| Olimpiady Brydżowe. Zawody Par | Olimpiady Brydżowe. Zawody Par | Olimpiady Brydżowe. Zawody Par       | Olimpiady Brydżowe. Zawody Par | Olimpiady Brydżowe. Zawody Par | Olimpiady Brydżowe. Zawody Par |
| Rok                            | Miejsce                        | Zawody                               | Kategoria                      | Partner                        | Pozycja                        |
| ------------------------------ | ------------------------------ | ------------------------------------ | ------------------------------ | ------------------------------ | ------------------------------ |
| 2008                           | Pekin                          | 1 Światowe Zawody Sportów Umysłowych | Juniorzy                       | Vincent Nab                    | 155                            |

### Zawody światowe
W światowych zawodach zdobyła następujące lokaty:
| Mistrzostwa Świata. Konkurencja teamów | Mistrzostwa Świata. Konkurencja teamów | Mistrzostwa Świata. Konkurencja teamów     | Mistrzostwa Świata. Konkurencja teamów | Mistrzostwa Świata. Konkurencja teamów | Mistrzostwa Świata. Konkurencja teamów |
| Rok                                    | Miejsce                                | Zawody                                     | Kategoria                              | Drużyna                                | Pozycja                                |
| -------------------------------------- | -------------------------------------- | ------------------------------------------ | -------------------------------------- | -------------------------------------- | -------------------------------------- |
| 2012                                   | Taicang                                | 14. Drużynowe Mistrzostwa Świata Młodzieży | Dziewczęta                             | Netherlands                            | 2                                      |
| 2009                                   | Stambuł                                | 1 Światowy Kongres Młodzieży               | Juniorzy BAM                           | Netherlands Girls                      | 13                                     |
| 2009                                   | Stambuł                                | 1 Światowy Kongres Młodzieży               | Juniorzy                               | Netherlands Girls                      | 9                                      |

| Mistrzostwa Świata. Konkurencja par | Mistrzostwa Świata. Konkurencja par | Mistrzostwa Świata. Konkurencja par | Mistrzostwa Świata. Konkurencja par | Mistrzostwa Świata. Konkurencja par | Mistrzostwa Świata. Konkurencja par |
| Rok                                 | Miejsce                             | Zawody                              | Kategoria                           | Partner                             | Pozycja                             |
| ----------------------------------- | ----------------------------------- | ----------------------------------- | ----------------------------------- | ----------------------------------- | ----------------------------------- |
| 2009                                | Stambuł                             | 1 Światowy Kongres Młodzieży        | Juniorzy                            | Laura Dekkers                       | 34                                  |

### Zawody europejskie
W europejskich zawodach zdobyła następujące lokaty:
| Zawody europejskie. Konkurencja teamów | Zawody europejskie. Konkurencja teamów | Zawody europejskie. Konkurencja teamów    | Zawody europejskie. Konkurencja teamów | Zawody europejskie. Konkurencja teamów | Zawody europejskie. Konkurencja teamów |
| Rok                                    | Miejsce                                | Zawody                                    | Kategoria                              | Drużyna                                | Pozycja                                |
| -------------------------------------- | -------------------------------------- | ----------------------------------------- | -------------------------------------- | -------------------------------------- | -------------------------------------- |
| 2013                                   | Wrocław                                | 24. Młodzieżowe Mistrzostwa Europy Teamów | Dziewczęta                             | Netherlands                            | 2                                      |
| 2011                                   | Albena                                 | 23 Młodzieżowe Mistrzostwa Europy Teamów  | Dziewczęta                             | Netherlands                            | 2                                      |
| 2009                                   | Braszów                                | 22 Młodzieżowe Mistrzostwa Europy Teamów  | Dziewczęta                             | Netherlands                            | 3                                      |
| 2009                                   | San Remo                               | 4 Otwarte Mistrzostwa Europy              | Kobiety                                | Dutch Girls                            | 15                                     |

| Zawody europejskie. Konkurencja par | Zawody europejskie. Konkurencja par | Zawody europejskie. Konkurencja par    | Zawody europejskie. Konkurencja par | Zawody europejskie. Konkurencja par | Zawody europejskie. Konkurencja par |
| Rok                                 | Miejsce                             | Zawody                                 | Kategoria                           | Partner                             | Pozycja                             |
| ----------------------------------- | ----------------------------------- | -------------------------------------- | ----------------------------------- | ----------------------------------- | ----------------------------------- |
| 2012                                | Vejle                               | 11. Młodzieżowe Mistrzostwa Europy Par | Miksty Młodzieżowe                  | Berend van den Bos                  | 20                                  |
| 2012                                | Vejle                               | 11. Młodzieżowe Mistrzostwa Europy Par | Dziewczęta                          | Jamilla Spangenberg                 | 7                                   |
| 2010                                | Opatija                             | 10 Młodzieżowe Mistrzostwa Europy Par  | Dziewczęta                          | Rosaline Barendregt                 | 15                                  |
| 2009                                | San Remo                            | 4 Otwarte Mistrzostwa Europy           | Kobiety                             | Laura Dekkers                       | 46                                  |
| 2008                                | Wrocław                             | 9 Młodzieżowe Mistrzostwa Europy Par   | Młodzież Szkolna                    | Vincent Nab                         | 42                                  |

## Klasyfikacja
- Judith Nab – klasyfikacja WBF (ang.)
- Judith Nab – klasyfikacja EBL (ang.)